# Club Deportivo Charco del Pino
El Club Deportivo Charco del Pino fundado en 1977, es un club del Municipio de Granadilla de Abona, (Santa Cruz de Tenerife) España. Actualmente juega en Primera Interinsular Tenerife (Grupo 2).
Fue fundado en 1977 y se ha convertido en el tercer club del municipio en llegar a categoría nacional. Sus encuentros como local los juega en el Estadio Municipal del Charco del Pino con capacidad para unos 1.500 espectadores.

## Historia
El Club Deportivo Charco del Pino fue fundado en 1977, para fomentar la práctica del deporte de los jóvenes de este barrio de Granadilla. La época más gloriosa del equipo es a finales de los 2000; el equipo llega por primera vez a Preferente y en solo dos años da un nuevo salto de categoría para llegar al fútbol nacional. En la temporada 2008/09 acaba campeón de la Regional Preferente de Tenerife consiguiendo el ascenso a la Tercera División. La temporada siguiente, la 2009/10, es la más importante del equipo hasta la fecha puesto que es cuando debuta en la Tercera División de España, máxima categoría en la que ha militado el club, convirtiéndose en el tercer equipo del municipio de Granadilla de Abona en alcanzar dicha categoría tras CD San Isidro y Club Atlético Granadilla. Por desgracia, el club no pudo mantener la categoría y consumó su descenso en la última jornada de liga al empatar 1-1 en el Francisco Peraza contra el Laguna. Así pues, el equipo sureño quedaba en la decimoactava posición y volvía a Preferente. 
En su nueva andadura por la máxima competición regional, el equipo blanquiazul mantiene una durísima lucha contra el C.At. Victoria y la UD San Andrés y Sauces por lograr las plazas de ascenso, pero el Charco fracasa y el ascenso directo es para los norteños y el play-off para los palmeros, así el equipo acabó en una meritoria 3.ª posición. 
El verano empezaría con la planificación deportiva de una nueva campaña en Preferente con un presupuesto más ajustado. Pero la renuncia y desaparición de varios equipos de 3.ª División Canaria hizo que hasta 4 equipos de las dos ligas de preferente canarias ascendieran a pocas semanas de que comenzara la liga, uno de esos agraciados clubs fue el Charco del Pino que volvía de manera sorpresiva al fútbol nacional.

## Derbis
Ya en preferente el C.D.Charco del Pino se enfrentó al Raqui San Isidro, pero es en la temporada 2009/10 en la que jugó sus primeros derbis en categoría nacional. Concretamente fue en la primera jornada de cada vuelta, perdiendo por 0-1 en el Municipal de Charco del Pino, y derrotando por 1-3 en el Francisco Suárez al At.Granadilla.

## Uniforme
- Local: Camiseta blanca, pantalón blanco y medias blancas.
- Alternativo: Camiseta azul, pantalón azul y medias azules.

## Estadio
El CD Charco del Pino juega en el Estadio Municipal con capacidad para 1.500 espectadores.

## Temporadas
| Temporada | División     | Posición | Copa del Rey |
| --------- | ------------ | -------- | ------------ |
| 1980/81   | 2.ª Regional | 10°      |              |
| 1981/82   | 2.ª Regional | 9º       |              |
| 1982/83   | 2.ª Regional | 6°       |              |
| 1983/84   | 2.ª Regional | 8°       |              |
| 1984/85   | 2.ª Regional | 9.º      |              |
| 1985/86   | 2.ª Regional | 7.º      |              |
| 1986/87   | 2.ª Regional | 2º       |              |
| 1987/88   | 1.ª Regional | 8.º      |              |
| 1988/89   | 1.ª Regional | 10°      |              |
| 1989/90   | 1.ª Regional | 6º       |              |
| 1990/91   | 1.ª Regional | 6.º      |              |
| 1991/92   | 1.ª Regional | 8.º      |              |
| 1992/93   | 1.ª Regional | 13.º     |              |
| 1993/94   | 1.ª Regional | 12.º     |              |
| 1994/95   | 1.ª Regional | 4º       |              |
| 1995/96   | 1.ª Regional | 10.º     |              |
| 1996/97   | 1.ª Regional | 7.º      |              |
| 1997/98   | 1.ª Regional | 7.º      |              |
| 1998/99   | 1.ª Regional | 4º       |              |
| 1999/00   | 1.ª Regional | 4º       |              |
| 2000/01   | 1.ª Regional | 16.º     |              |
| 2001/02   | 2.ª Regional | 2.º      |              |
| 2002/03   | 1.ª Regional | 8.º      |              |
| 2003/04   | 1.ª Regional | 5.º      |              |
| 2004/05   | 1.ª Regional | 4.º      |              |

| Temporada | División     | Posición | Copa del Rey |
| --------- | ------------ | -------- | ------------ |
| 2005/06   | 1.ª Regional | 4.º      |              |
| 2006/07   | 1.ª Regional | 1º       |              |
| 2007/08   | Preferente   | 6.º      |              |
| 2008/09   | Preferente   | 1º       |              |
| 2009/10   | 3.ª División | 18.º     |              |
| 2010/11   | Preferente   | 3.º      |              |
| 2011/12   | 3.ª División | 20.º     |              |
| 2012/13   | Preferente   | 11.º     |              |
| 2013/14   | Preferente   | 14.º     |              |
| 2014/15   | Preferente   | 5.º      |              |
| 2015/16   | Preferente   | 4.º      |              |
| 2016/17   | Preferente   | 8.º      |              |
| 2017/18   | Preferente   | 17.º     |              |
| 2018/19   | 1ª Regional  | 5°       |              |
| 2019/20   | 1ª Regional  | 15º      |              |
| 2020/21   | 1ª Regional  | 2.º      |              |
| 2021/22   | 1.ª Regional | 1º       |              |
| 2022/23   | 1.ª Regional | 2.º      |              |
| 2023/24   | 1.ª Regional | 2.º      |              |
| 2023/24   | 1.ª Regional | 2.º      |              |
| 2024/25   | 1.ª Regional |          |              |

### Datos del Club
- Temporadas en 3ªDivisión: 2
- Temporadas en Preferente: 9
- Temporadas en 1ªRegional: 25
- Temporadas en 2ªRegional: 8

- Temporadas en 2ªRegional: 8

## Clubs de Granadilla de Abona
| Listado de clubs del municipio de Granadilla de Abona |           |                 |
| Nombre del Club                                       | Fundación | Barrio          |
| ----------------------------------------------------- | --------- | --------------- |
| CD San Francisco                                      | 1950      | Granadilla      |
| C.At. Granadilla                                      | 1959      | Granadilla      |
| CD San Isidro                                         | 1971      | San Isidro      |
| CD Charco del Pino                                    | 1977      | CHARCO DEL PINO |
| UD Médano                                             | 1981      | El Médano       |
| AD Hermano Pedro                                      | 1986      | La Escola       |
| CD Los Abrigos                                        | 1986      | Los Abrigos     |
| CD Océano 92                                          | 1991      | Granadilla      |
| CD San Isidro B                                       | 1999      | San Isidro      |
| Independiente CF                                      | 1999      | Charco del Pino |
| At. Granadilla B                                      | 2004      | Granadilla      |
| CD Hermano Pedro                                      | 2006      | La Escola       |

- Anexo:Equipos canarios de fútbol
- Anexo:Equipos de fútbol de la provincia de Santa Cruz de Tenerife

- Datos: Q5773705